# Provincia de Passoré
Passoré es una de las 45 provincias de Burkina Faso, su capital es Yako.

## Departamentos (población estimada a 1 de julio de 2018)
La provincia está dividida en nueve departamentos:
- Arbollé 62,288
- Bagaré 31,593
- Bokin 73,505
- Gomponsom 25,547
- Kirsi 26,606
- Lâ-Todin 37,979
- Pilimpikou 22,862
- Samba 47,308
- Yako 108,145